# Tyone (rivière)
La rivière Tyone est un cours d'eau d'Alaska, aux États-Unis situé dans le borough de Matanuska-Susitna. C'est un affluent de la Rivière Susitna.

## Description
Longue de 30 milles (48 km), elle prend sa source dans le lac Tyone et coule en direction du nord-ouest pour se jeter dans la rivière Susitna à 68 milles (109 km) au nord-ouest de Gulkana.
Son nom local a été référencé en 1906 par Sidney Paige et Adolph Knapf de l'United States Geological Survey, il signifie chef.

## Sources
- (en) « Tyone (rivière) », Geographic Names Information System